# Eye Q Records
Eye Q Records – niemiecka wytwórnia płytowa, założona w 1990 roku w Offenbach am Main przez Svena Vätha, Matthiasa Hoffmanna i Heinza Rotha. Zaprzestała działalności w 1997 roku.

## Historia
W 1990 roku Sven Väth, Matthias Hoffmann i Heinz Roth założyli w Offenbach am Main wytwórnię muzyczną Eye Q Records, działającą początkowo pod nazwą EYE Q Records Musikproduktion GmbH. Wytwórnia założyła dwie specjalistyczne filie: Harthouse, koncentrującą się na muzyce techno i Recycle or Die, skupioną na muzyce eksperymentalnej, wydawanej w opakowaniach przyjaznych środowisku. Sama Eye Q była bardziej zorientowana na artystów, takich jak: Sven Väth, Earth Nation czy B-Zet. Eye Q Records podjęła ekspansję na rynku amerykańskim zakładając swoje oddziały w Los Angeles, Miami, San Francisco i Nowym Jorku. Nawiązała współpracę z Warner Music. Dostarczała produkty stworzone specjalnie na rynek amerykański, jak: Da Damn Phreak Noize Phunk? zespołu Hardfloor, z dwoma dodatkowymi nagraniami i zmienioną szatą graficzną okładki. W ciągu pierwszych 5 miesięcy od daty wydania sprzedano ponad 10 tysięcy egzemplarzy tego albumu. Roth podkreślał, iż ważnym środkiem popularyzacji muzyki techno, oferowanej przez wytwórnię, były studenckie rozgłośnie radiowe.
W sierpniu 1997 roku wytwórnia została rozwiązana z powodu problemów finansowych amerykańskiej filii, Eye Q USA. 

## Artyści
Lista na podstawie strony wytwórni w Discogs

- Barbarella
- B-Zet
- Cygnus X
- Der Dritte Raum
- Dissidenten
- Earth Nation
- Energy 52
- Freddy Fresh
- Laurent Garnier
- Rainald Goetz
- Hardfloor
- Ralf Hildenbeutel
- Joy Zipper
- Mogwai
- Odyssee Of Noises
- Omid 16B
- Sven Väth
- Vernon
- Virtual Symmetry
- Zyon